# Frank Rafael Bosse

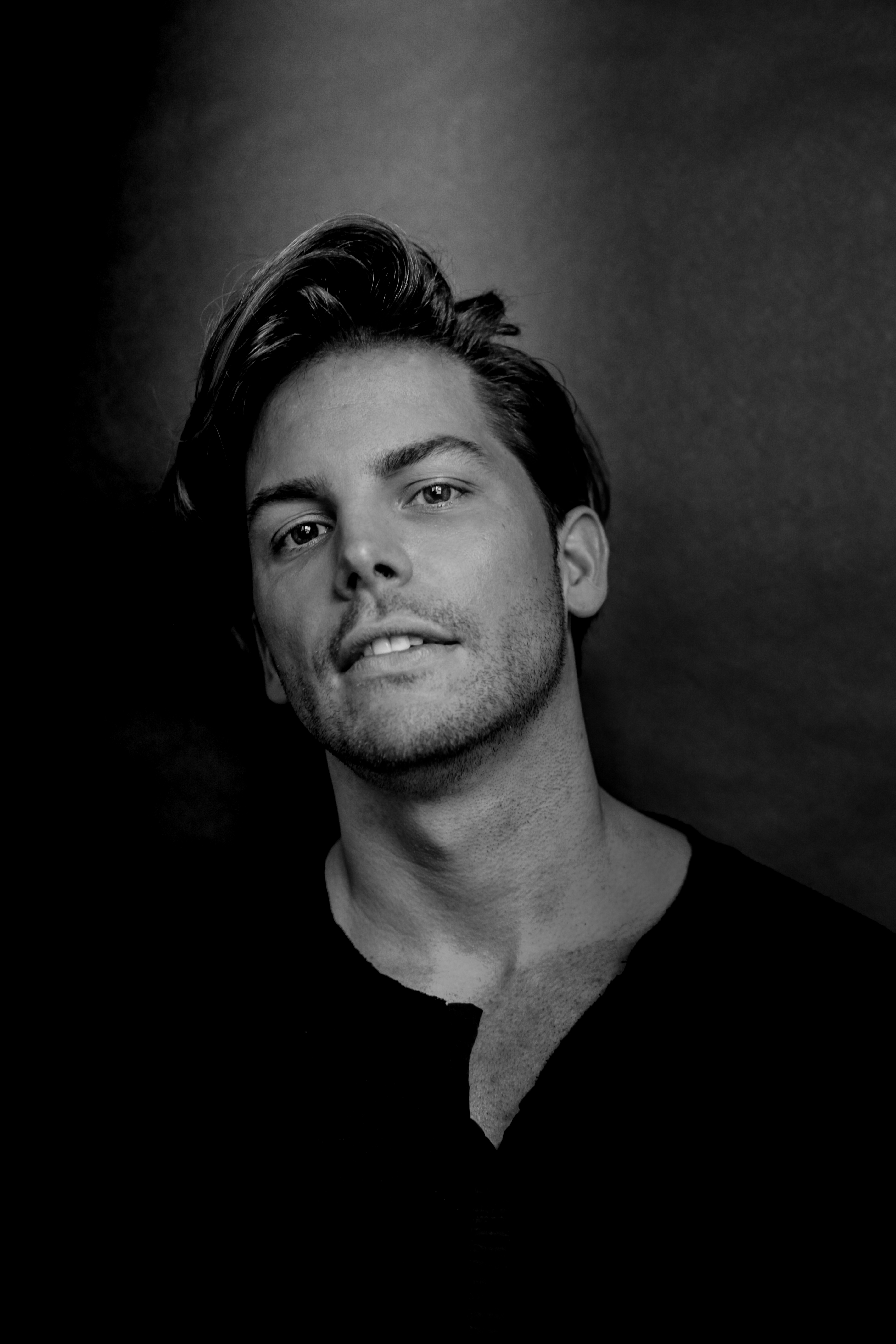
Frank Rafael Bosse (2020)

Frank Rafael Bosse (* 1986 in Lüdenscheid) ist ein deutscher Schauspieler.

## Leben
Frank Rafael Bosse wuchs bis zu seinem 21. Lebensjahr in Halver auf und absolvierte das Abitur am Berufskolleg des Märkischen Kreises in Iserlohn. Er besuchte eine Schauspielschule in Köln und nahm privaten Gesangsunterricht.
Nach Abschluss der Schauspielausbildung 2013 hatte Bosse mit Das Kabinett des Dr. Tumblety seine erste Premiere auf der Theaterbühne. Im Jahr 2014 wurde Frank Rafael Bosse von Regisseur Ralf Borgartz, dem späteren Leiter des Scala Theaters in Köln, bei einem Konzert der Zauberflöten, bei dem sich Bosse gemeinsam mit dem Chor für soziale Projekte engagiert, entdeckt. Dies führte ihn zum Ensemble des Stratmann Theaters in Essen.
Seitdem nahm er an mehreren Workshops von Bernhard Hiller, Los Angeles, Acting and Success Coach, und Jerry Coyle aus New York mit dem Schwerpunkt „Camera Acting“ teil.
Im Januar 2017 begann Bosse mit der Show Spice Boys im Stratmanns und machte im Frühjahr Werbung für ein Textileinzelhandelsunternehmen. Mitte des Jahres 2017 erhielt er eine Rolle im mittellangen Kurzfilm Hashtag Wannadie (nominiert für den Max Ophüls Preis), arbeitete unter anderem mit dem Regisseur Bernd Seidel in dem Stück Die Ziege oder Wer ist Sylvia? zusammen und ist seit November 2017 zusätzlich im Ensemble des Mittelblond Theaters in Köln engagiert.
Seit 2018 ist Bosse das Werbegesicht eines Beautyunternehmens.

## Filmografie
- 2017: Hashtag Wannadie[2], Regie: Anja Badeck
- 2013: Kopf oder Zahl[3], Regie: Biagio Incremona
- 2018: Freundinnen – Jetzt erst recht, Fernsehserie, Regie: Christopher Bust
- 2019: Enfant Terrible, Kinofilm, Regie: Oskar Roehler
- 2020: Unter Uns, Fernsehserie/Daily Soap, Regie: Renate Gosiewski

## Theater
- 2013: Das Kabinett des Dr. Tumblety[4], Regie: Gordon Schmitz Tournee-Theater
- 2014: Mädelsabend[5], Regie: Philipp Stratmann, Stratmanns Theater, Essen
- 2014: Stramme Jungs[6], Regie: Ralf Borgartz, Stratmanns Theater, Essen
- 2015: Die Tochter des Fantomas[7], Regie: Frauke Nordmeier, Tournee-Theater
- 2017: Spice Boys[8], Regie: Nadeem Ahmed, Stratmanns Theater, Essen
- 2017: Die Ziege oder Wer ist Sylvia?[9], Regie: Bernd Seidel, TAT Kreativ-Akademie, München
- 2017: Hysterie am Neumarkt[10], Regie: Marcos Schlüter, Mittelblond Theater, Köln
- 2018: Scarlett – Die Stecherin von Meschenich[10], Regie: Marcos Schlüter, Mittelblond Theater, Köln
- 2019: Spice Boys in Love (Special Shows)[11], Regie: Nadeem Ahmed, Stratmanns Theater, Essen
- 2020: Pump Dich Sexy, Regie: Nadeem Ahmed, Stratmanns Theater, Essen
- 2021: Jazz mit Kick[12][13], Regie: Esther Mertel, Netzwerk Musikvermittlung, Online Stream
- 2021: Merry Schrillmess, Regie: Marcos Schlüter, Mittelblond Theater, Köln

## Moderation
- 2016: CSD-Moderation am Eisenmarkt Köln
- 2017: CSD-Moderation am Alter Markt Köln